# Омладинска права
Покрет за омладинска права (познат и као ослобађање омладине) настоји да додели права омладини која су традиционално резервисана за одрасле особе, пошто су достигли одређену старост или довољну зрелост. Покрет за омладинска права разликује се од покрета за дечја права по томе што ставља нагласак на социјалној помоћи и заштити деце акцијама и одлукама одраслих, док покрет за омладинска права настоји да им омогући слободу доношења сопствених одлука аутономно на начин на који је одраслим особама дозвољено или спустити законски узрасни минимум на којој су таква права стечена, као што су пунолетство и стицање права гласа.
Омладинска права су повећана током прошлог века у многим земљама. Покрет за омладинска права настоји да још више повећа њихова права, при чему неки обухватају међугенерацијску једнакост.
Они су један вид понашања према омладини у друштву. Остали аспекти укључују како одрасли виде и поступају са њима и како је друштво отворено за учешће младих.

## Проблеми
Од примарне важности за заговорнике омладинских права су историјске перцепције младих људи, који кажу да су опресија и патернализам, адултизам и старење у целини, као и страх од деце и омладине, донели друштву укључујуће претпоставке да су млади неспособни да доносе пресудне одлуке и да их треба заштитити од њихове склоности да делују импулсивно. Борци за омладинска права верују да закони у целом друштву треба да укључују и право гласа, закон о раду деце, закон о праву на посао, право на алкохолна пића/пушење дувана, коцкање, еманципацију малолетника, абортуси малолетника, затворено усвајање, телесно кажњавање и војне регрутације. Заговорници права младих сматрају забрањено дискриминацију младих која би се сматрала неприхватљиво ако би се примењивала на одрасле.
Постоје посебне групе које се баве правима младих у школама, укључујући нулту толеранцију и права ученика уопште. Образовање код куће, предшколско и алтернативно образовање су популарни у омладинским правима.

## Историја
Прво се појавио као посебан покрет 1930-их. Права младих су се дуго бавила грађанским правима и међугенерацијском једнакошћу. Пратећи корене младих активиста током Велике кризе, омладинска права су утицала на покрет за грађанска правa, супростављајући се учешћу Сједињених Држава у рату у Вијетнаму и многе друге покрете. Од појаве интернета омладинска права поново добијају превласт.

## Омладинска права
Дечја права обухватају сва права која припадају деци, када одрасту, додају им се нова права (попут гласања, вожње итд.) и дужности (нпр. кривична одговорност). Постоје различита старосна ограничења у којима млади нису слободни, независни или се сматрају законски компетентнима за доношење неких одлука или предузимање одређених радњи. Нека од права и одговорности које долазе са годинама су:
- гласање
- пунолетство
- кривична одговорност
- куповина алкохолних пића
- вожња
- право на рад
- студентска права итд.

Након што млади достигну узрасне границе они стичу права да гласају, да купују или конзумирају алкохолна пића или возе аутомобил итд.

## Покрети

### Организације у Кини
Међународна права младих је омладинска организација за људска права у Кини, са регионалним поглављима широм земље и иностранства. Његов циљ је омогућити омладини да се чује широм света и пружити им могућности да сами реализују своја креативна решења светских питања у стварном животу.

### Организације у Европи
Европски форум младих је сајт Националног савета младих и Међународних невладиних омладинских организација у Европи. Теже за омладинска права у међународним институцијама као што су Европска унија, Савет Европе и Уједињене нације. Европски форум младих ради у областима омладинске политике и развоја омладинског рада. Свој рад фокусира на питањима европске политике младих, док ангажовањем на глобалном нивоу јача капацитете својих чланова и промовише глобалну међузависност. У свом свакодневном раду европски омладински форум представља ставове и мишљења омладинских организација у свим релевантним политичким областима и промовише међусекторску природу омладинске политике према разним институционалним актерима. Принципи једнакости и одрживог развоја уграђени су у рад европског форума за младе. Остале међународне организације за заштиту права младих укључују Члан 12 у Шкотској и КРАТЗА у Немачкој.
На Малти, млади могу да гласају када напуне шеснаест година, од 2018. на националним и европским изборима за парламент.